# Neveritis aridorum
Neveritis aridorum är en snäckart som först beskrevs av Cox 1866.  Neveritis aridorum ingår i släktet Neveritis och familjen Camaenidae. Inga underarter finns listade i Catalogue of Life.